# Nicolo Rizzuto
Nicolo Rizzuto, detto Nick Rizzuto (da non confondere con il nipote) (Cattolica Eraclea, 18 febbraio 1924 – Montréal, 10 novembre 2010), è stato un mafioso italiano naturalizzato canadese.

## Biografia
Rizzuto si sposò nel 1945 con Libertina Manno, figlia di un capo locale della mafia siciliana, Antonio Manno. Nicolo Rizzuto emigrò in Canada nel 1954, stabilendosi a Montréal. Il figlio Vito Rizzuto, era un boss della Famiglia Rizzuto, una famiglia di Cosa Nostra in Canada. Rizzuto iniziò la sua carriera criminale in Canada come affiliato della famiglia calabrese Cotroni che controlla la maggior parte del traffico di droga di Montréal negli anni Settanta, nonché forte alleata dei Bonanno di New York. Era comunque anche molto vicino a Cosa Nostra siciliana, in particolare alla famiglia dei Cuntrera-Caruana, che proveniva come lui dalla provincia di Agrigento.
Si sospetta che Rizzuto nel 1978 avesse partecipato all'omicidio di Paolo Violi, un sottocapo della famiglia Bonanno, che era stato nominato boss della famiglia di Montréal. Presumibilmente rimpiazzò Vic Cotroni come punto di raccordo tra la cocaina che entrava in Canada e negli Stati Uniti. A Rizzuto non importava granché della linea di comando cerimoniale e formale della famiglia Cotroni, mentre Violi si lamentava del modus operandi indipendente dei suoi sottoposti siciliani, in particolare di Nicolo Rizzuto.
Negli anni ottanta, Rizzuto uscì vincente e con la famiglia rafforzata dalla guerra tra la fazione calabrese e siciliana della famiglia Cotroni. Tra il 1988 e il 1993 fu messo in prigione in Venezuela per possesso di cocaina. Nicolo Rizzuto venne arrestato nuovamente il 22 novembre 2006 per evasione fiscale, e condannato a quattro anni di prigione. Il 16 ottobre 2008 viene scarcerato. Rizzuto ha avuto una figlia e un figlio, Vito Rizzuto, e tre nipoti, tra cui Leonardo e Nick Rizzuto. Quest'ultimo è stato ucciso il 28 dicembre 2009 e sepolto in una bara d'oro. È stato assassinato il 10 novembre 2010 all'età di 86 anni nella sua abitazione di Montréal da un tiratore scelto che gli ha sparato attraverso una finestra.

## Influenza sui media
L'esperto di mafia Antonio Nicaso e Peter Edwards hanno pubblicato un libro sulle vicende finali del figlio di Nicolo, Business or Blood: Mafia Boss Vito Rizzuto's Last War (2015). Successivamente è stato adattato alla serie televisiva di Bad Blood di 2017, in cui è stato ritratto da Paul Sorvino.